# Тома (приток Колокши)
Тома — река в России, протекает в Юрьев-Польском районе Владимирской области. Длина реки составляет 20 км, площадь водосборного бассейна — 74,2 км².
Исток находится в системе прудов села Фёдоровское. Высота истока — 176,5 м над уровнем моря. Течёт в южном направлении. В районе урочища Парамониха принимает левый приток Выремша. Устье реки находится в 69 км по левому берегу реки Колокша, между сёлами Красное Заречье и Пречистая Гора. Высота устья — 113,0 м над уровнем моря.

## Данные водного реестра
По данным государственного водного реестра России относится к Окскому бассейновому округу, водохозяйственный участок реки — Клязьма от города Орехово-Зуево до города Владимир, речной подбассейн реки — бассейны притоков Оки от Мокши до впадения в Волгу. Речной бассейн реки — Ока.
Код объекта в государственном водном реестре — 09010300712110000032167.